# آبروی از دست رفته کاترینا بلوم
آبروی از دست رفته کاترینا بلوم (به آلمانی: Die verlorene Ehre der Katharina Blum oder: Wie Gewalt entstehen und wohin sie führen kann) با نام کامل آبروی از دست رفته کاترینا بلوم، یا، خشونت چگونه شکل می‌گیرد و به کجا می‌انجامد رمانیست نوشته هاینریش بل که در سال ۱۹۷۴ منتشر شده‌است.

## طرح داستان
آبروی از دست رفته کاترینا بلوم داستان زن جوانی‌ست به نام کاترینا که به عنوان مستخدم و پیشخدمت کار می‌کند. از بد حادثه، یک شب را با مردی سر می‌کند که بعداً معلوم می‌شود مشکوک به فعالیت‌های تروریستی‌ست. پلیس کاترینا را بازجویی می‌کند. به زودی بی‌گناهی کاترینا ثابت می‌شود، اما طی این مدت، حریم خصوصی کاترینا اول از سوی پلیس و بعد مطبوعات زرد مورد حمله قرار می‌گیرد و آبرو و زندگی کاترینا نابود می‌شود. کاترینا به روی خبرنگاری که بیشترین نقش را در بی‌آبرو کردن او داشته اسلحه می‌کشد.

## شیوه روایت
شیوه‌ای که نویسنده برای نوشتن این داستان به کار برده استفاده از اطلاعات دست دوم است، یعنی از طریق گزارش‌های رسمی پلیس و اظهارات کسانی که کاترینا بلوم را می‌شناختند.

## پس‌زمینه
در سال ۱۹۷۱ در آلمان غربی، در زمانی که جامعه در هراس از فراکسیون ارتش سرخ به سر می‌برد، به یک بانک دستبرد زده شد و در جریان سرقت یک نگهبان کشته شد. روز بعد، مهم‌ترین روزنامه کشور، بیلد، فراکسیون ارتش سرخ را مقصر قلمداد کرد، بی آن که در تأیید این ادعا مدرکی پیدا شده باشد. هاینریش بل، نویسنده برنده جایزه نوبل، در یادداشتی که به مجله اشپیگل فرستاد از عملکرد این روزنامه انتقاد کرد. همین یادداشت خشم رسانه‌ها را برانگیخت، روزنامه‌ها علیه او نوشتند، نامه‌ها و تماس‌های تهدیدآمیزی از سوی افراد ناشناس دریافت کرد، بارها مورد توهین قرار گرفت، او را هوادار تروریست‌ها خواندند و در جایی او را با وزیر تبلیغات هیتلر، یوزف گوبلس مقایسه کردند. این تجربه تلخ، زمینه‌ای شد برای نوشتن رمان آبروی از دست رفته کاترینا بلوم.
در ابتدای نسخه انگلیسی کتاب، مانند بسیاری از کتاب‌های دیگر آمده‌است شخصیت‌ها و اتفاقات این کتاب ساختگی هستند. در نسخه آلمانی جمله دیگری نیز اضافه شده‌است: «اگر آنچه نگاشته شده با شیوه عمل روزنامه‌نگاران روزنامه بیلد شباهت دارد، نه عمدی یا اتفاقی، بلکه اجتناب ناپذیر است.»
رسانه‌های آلمان، هرگز بل را به خاطر این ماجرا نبخشیدند. بیش از یک دهه بعد در آگهی درگذشت هاینریش بل نوشته شد: «مرد خوبی بوداما به اعتبار ادبی خود صدمه زد.»

## اقتباس
در سال ۱۹۷۵ فیلمی به همین نام، به کارگردانی فولکر شلوندورف و مارگارته فون تروتا و با بازی آنگلا وینکلر بر اساس این کتاب ساخته شده‌است. این فیلم را یکی از فیلم‌های شاخص جریان سینمای نوین آلمان می‌دانند، اولین فیلم در این جنبش فیلم‌سازی که در گیشه موفق بود.

## ترجمه به فارسی
این کتاب به فارسی ترجمه شده‌است:
- آب‍روی از دس‍ت رف‍ت‍ه ک‍ات‍ری‍ن‍ا ب‍ل‍وم، مترجم: شریف لنکرانی، تهران: خوارزمی، ۱۳۵۷.
- آب‍روی از دس‍ت رف‍ت‍ه ک‍ات‍ری‍ن‍ا ب‍ل‍وم، ی‍ا، خ‍ش‍ون‍ت چ‍گ‍ون‍ه‍. ش‍ک‍ل م‍ی‌گ‍ی‍رد و ب‍ه ک‍ج‍ا م‍ی‌ان‍ج‍ام‍د، مترجم: حسن نقره‌جی، تهران: نیلوفر، ۱۳۸۳.
- آب‍روی از دس‍ت رف‍ت‍ه ک‍ات‍ری‍ن‍ا ب‍ل‍وم، مترجم: ابوالفضل عطارد، تهران: نیک‌فرجام، ۱۳۹۷.